# سارا آنجلینا آکلند

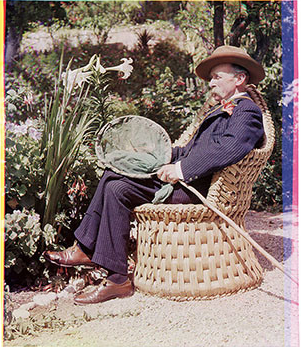
عکس سرهنگ ویلیام ویلوبی کول ورنر ۱۹۰۳ توسط سارا آکلند

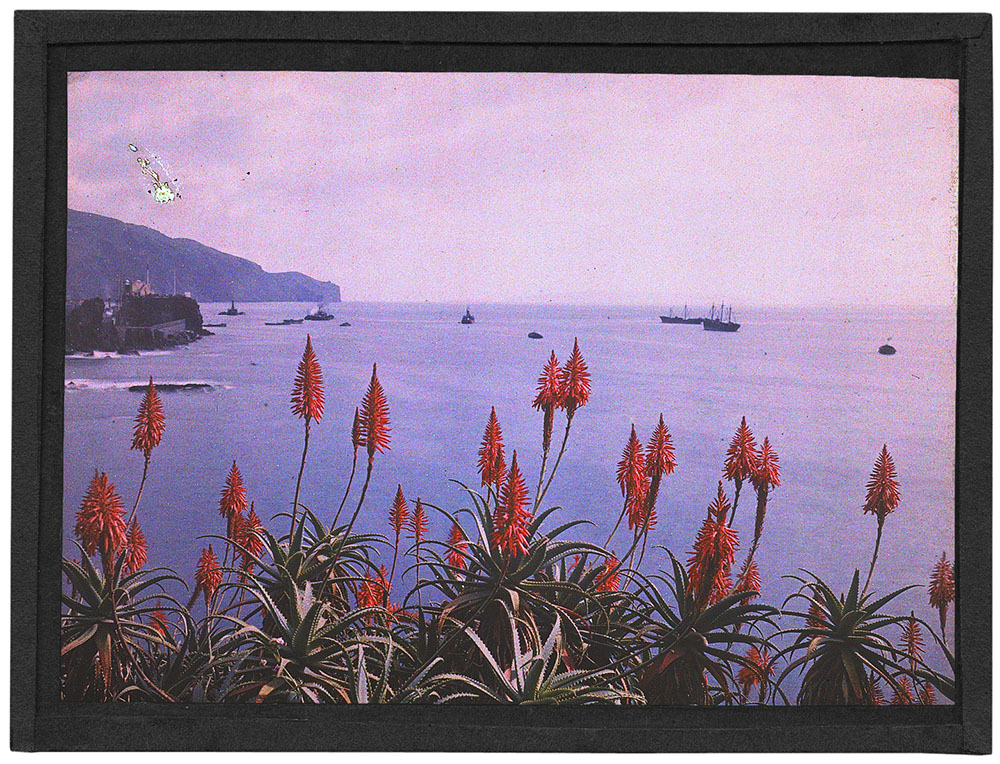
خلیج فونچال، مادیرا، اثر سارا آنجلینا آکلند، حدود ۱۹۱۰

سارا آنجلینا («آنجی») آکلند (۲۶ ژوئن ۱۸۹۴–۲ دسامبر ۱۹۳۰) یک عکاس آماتور انگلیسی بود که به دلیل چهره‌پردازی و پیشگام بودن در عکس رنگی شهرت داشت. او در مقایسه با عکاسان معاصر خود از «عکس رنگی به عنوان فرایندی برای عکاس‌های آماتور در حال سفر» استفاده کرد، سارا با ارائه عکس‌هایی که از دو سفر خود به جبل الطارق در سال‌های ۱۹۰۳ و ۱۹۰۴ گرفت اعتبار کسب کرد.

## زندگی‌نامه
سارا آکلند دختر سر هنری ونتوورث آکلند (۱۸۰۰–۱۹۰۰)، استاد پزشکی و دارای کرسی سلطنتی در دانشگاه آکسفورد بود و سارا آکلند (با اسم میانی کاتن) نام بیمارستان آکلند در آکسفورد را به نام وی نامگذاری کردند. او با والدینش در خیابان براود شماره ۴۰–۴۱ در مرکز آکسفورد زندگی می‌کرد.
وقتی سارا ۵ ساله بود از او به همراه دوستش اینا لیدل، خواهر آلیس لیدل توسط چارلز لوتویج داجسون (معروف به لوئیس کارول عکاس) عکسی گرفته شد. در ۲۰ ژوئن ۱۸۵۵، او به همراه یکی از برادرانش برای سنگ بنای موزه دانشگاه آکسفورد، بیلچه‌ای را به ادوارد اسمیت-استنلی رئیس دانشگاه آکسفورد اهدا کردند. جان راسکین، که یک منتقد هنری بود، کار هنری سارا را ستود، او همچنین تعدادی از اعضای انجمن برادری پیشارافائلی را می‌شناخت. سارا حتی هنگامی که دانته گابریل روزتی در مجمع آکسفورد نقاشی دیواری می‌کشید به وی کمک کرد.
آکلند در سن ۱۹سالگی با جولیا مارگارت کامرون عکاس آشنا شد و خیلی تحت تأثیر او قرار گرفت. آکلند از پرتره و مناظر عکس می‌گرفت. به عنوان مثال، وی هنگام بازدید نخست‌وزیر ویلیام گلدستون از آکسفورد از او یک عکس پرتره گرفت. سارا با مرگ مادرش در ۱۸۷۸، به خانه پدرش در خانه خانوادگی خود در خیابان براود ساکن شد و تا زمان مرگ در ۱۹۰۰ در این محل زندگی می‌کرد. در ۱۸۸۵، برانگیخته شد تا یک محلی به نام ایستگاه تاکسی در وسط خیابان براود دائر کنند، که تا سال ۱۹۱۲ در آنجا بود.
آکلند از ۱۸۹۹ با گرفتن عکس‌های رنگی اولین تجربه خود را در این زمینه شروع کرد. او اولین کارش را با به‌کارگیری شیوه کار رنگ که توسط یوجین ایوز و سانگر شفرد ساخته شده بود توانست سه عکس جداگانه از طریق فیلترهای قرمز، سبز و آبی بگیرد. در ۱۹۰۳ آکلند به دیدار برادرش که یک دریاسالار در جبل الطارق بود رفت. آکلند در سفرش از اروپا به آفریقا، عکس‌هایی از گیاهان در محل زندگی دریاسالار آکلند و همچنین عکسهایی از کوه، یک نویسنده پرنده‌شناس، سرهنگ ویلیام ویلوبی کول ورنر در اروپا گرفت. در ۱۹۰۴، سارا موفق شد در نمایشگاه سالانه انجمن عکاسی سلطنتی بریتانیا، ۳۳ عکس چاپ شده سه رنگ، تحت عنوان کرکس در جبل الطارق را به نمایش بگذارد.
بعداً آکلند توانست از بعضی از فیلم‌های رنگی نظیر اتوکروم مربوط به برادران لومیر که در سال ۱۹۰۷ عرضه شد، استفاده کند. سارا آکلند پس از مرگ پدرش، تا زمان مرگ در ۱۹۳۰ در پارک تاون، آکسفورد شمالی زندگی کرد و بسیاری از عکسهای رنگی را در آنجا گرفت. او همچنین از جزیره مادیرا در اقیانوس اطلس نیز بازدید کرد و در دوران سکونت در هتل ریدز واقع در غرب فونچال مرکزی عکس‌های زیادی گرفت.

## درگذشت
سارا آکلند یکی از همکاران علمی انجمن عکاسی سلطنتی (FRPS) و انجمن سلطنتی هنر (FRSA) بود.
او هرگز ازدواج نکرد و در ۱۹۰۱، یک سال پس از مرگ پدرش، به خانه کلاودن که اکنون در پارک تاون در آکسفورد است، نقل مکان کرد و در آنجا تا سال ۱۹۳۰ که درگذشت، ساکن بود. در ۲۴ ژوئیه ۲۰۱۶ یک پلاک آبی روی این خانه به پاس خدماتش اهدا گردید.

## آثار
مجموعه‌ای از عکس‌های آکلند در موزه تاریخ علم آکسفورد نگهداری می‌شود، کتابخانه بادلین در آکسفورد دارای کاتالوگ‌هایی از آلبوم‌های عکس و مقالات، (همراه با عکس‌های پدرش هنری آکلند) مربوط به اواخر قرن ۱۹ است. عکس‌های آکلند نیز در مجموعه گالری ملی پرتره لندن وجود دارد.
عکس‌های رنگی و آثار هنری سارا آکلند در نمایشگاهی در مورد انقلاب رنگی در دوران ویکتوریا در موزه اشمولین در آکسفورد در طول سال‌های ۲۰۲۳-۲۰۲۴، از جمله اولین عکس رنگی از پرتره جان راسکین منتقد هنری توسط انجمن برادری پیشارافائلی، جان اورت میلی به نمایش گذاشته شد.